# プレシャス・モーメンツ (企業)
プレシャス・モーメンツ（英: Precious Moments, Inc.）は、2005年に設立されたアメリカの企業。

## 概要
プレシャス・モーメンツは1970年代、アメリカのイラストレーター、サム・ブッチャーの落書きから産まれた。それら落書をもとに多数の企業が商品を開発・販売。主力商品は1977年から2005年までアメリカのエネスコ社（英: Enesco, Corp.）が販売していた商品が代表的。2005年にPMIは販売会社として、ミズーリ州知事事務所へ登記改変をした。
ブッチャーは1988年には絵を描くことを止め、著作権保護とライセンス配布のため、1989年Precious Moments, Inc.（PMI）を設立。PMIの収益をもとに同年、サム・ブッチャーはアメリカ・ミズーリ州のカーセージ（英: Carthage, MO）に自営業のチャペルを設立。直径40メートルの巨大なからくり式の噴水、レストラン、売店、ホテルなど一大レジャーランドを建設。当時は商品のコレクターでにぎわったが、2005年のエネスコ社の経営破綻からPMIの収入が激減し、カーセージの施設は一部を除き閉鎖された。

## 企業としてのプレシャス・モーメンツ
当時、サム・ブッチャーはキリスト教関係のフリーマーケットや展示ショーで、自作のカード等を友人のビル・ビール（英: Bill Biel）とともにジョナサン・アンド・デイビッド（英: Jonathan & David）という会社を設立し、細々と販売していた。そもそもは、家族や親戚にクリスマスカードに自分で絵を描いて贈っていたのが始まりだった。
1975年にフリードマン（英: Eugene Freedman）と出会い、1977年にエネスコによる販売業務が決定してからも、プレシャス・モーメンツ商品はジョナサン・アンド・デイビッドが販売元となっていた。しかし1986年、ブッチャーとビールは私情の縺れからジョナサン・アンド・デイビッド社を解散。フリードマンのエネスコ社が公式に販売元となる。同じ頃、サムは自分の私的資産と知的財産を保護するためにサム・ブッチャー・基金（英: Sam Butcher Foundation）とプレシャス・モーメンツ・インクを設立した。
それから20年、プレシャス・モーメンツ陶器人形の売上はどんどん伸び続けたが、1997年にピークを迎え、売上はどんどん落ちていった。ついに2004年にはエネスコがPMIに対し、1,500万ドルの著作権使用に対する支払いが出来ないことを表明した。エネスコはPMIに著作権料値下げの交渉を試みるが交渉は決裂、経営破綻に追い込まれる。2005年4月、エネスコはプレシャス・モーメンツ商品の販売を停止した。

## 参考資料
1. ↑  “About Sam Butcher”.   Best Wishes of Boca. 2005年6月3日閲覧。
2. ↑  Martin, Laura C; Jones, Carolyn (Photographer) (Jan. 1, 1977). Precious Moments Last Forever. Abbeville Press. ISBN 0896600831